# 영세기업
영세기업이란 경영 규모가 작은 기업을 가르키는 단어이다. 주로 회사의 종업원이 5인 미만인 기업을 가르키는 단어이다.

## 설명
영세기업은 일반적인 중소기업보다도 작은 기업으로 대기업·중소기업보다도 작은 기업을 가르킨다. 영세기업은 주로 자영업자로 이뤄진 자영업주에 의해 운영되는 것이 일반적이며 생계유지를 위한 생업적인 성격을 가진 성격을 가진 기업으로 광공업이나 상업 부문에 많이 종사한다.공업 부문의 경우는 4인 이하로 운영되는 경우가 많으며 부업이나 겸업까지 하는 농업을 합치면 그 숫자가 매우 많다. 기술혁신이 진전됨에 따라 대량의 실업자·퇴직자의 형성, 농업기계화, 농업구조개선으로 인하여 농업에 종사하는 인구가 증가함에 따라 이런 영세기업에 종사하는 인구의 수도 급증하였다.

## 같이 보기
- 기업
- 중소기업
- 대기업